# Nevitta
Nevitta (floruit 357-363) was een militaire leider en ambtenaar in het Romeinse Rijk van Frankische afkomst. Zijn carrière was nauw verbonden met die van Julianus de Afvallige. Die was eerst Caesar in Gallië en was vanaf eind 361 zo'n 18 maanden keizer van het Romeinse Rijk. Nevitta was in Julianus' leger eerst magister equitum (aanvoerder van de cavalerie) en later magister militum (aanvoerder van het leger). In 362 bekleedde hij ten tijde van het keizerschap van Julianus de zeer eervolle functie van consul van het Romeinse Rijk. Hij speelde een leidende rol in het tribunaal van Chalcedon. Er is niets overgeleverd van Nevitta na de dood van Julianus in 363. 